# Celestus crusculus
Celestus crusculus е вид влечуго от семейство Слепоци (Anguidae). Видът не е застрашен от изчезване.

## Разпространение и местообитание
Разпространен е в Ямайка.
Обитава храсталаци, крайбрежия и плажове.